# Corynothona colombiensis
Corynothona colombiensis là một loài bọ cánh cứng trong họ Chrysomelidae. Loài này được Savini & Hurtado miêu tả khoa học năm 2000.